# Rujan
 Ovo je glavno značenje pojma Rujan. Za druga značenja pogledajte Rujan (razdvojba).
Rujan (lat. september) deveti je mjesec godine po gregorijanskom kalendaru. Ima 30 dana.

## Etimologija riječi
Ime „rujan“ dolazi od naziva za jelenje glasanje pred parenje - rujanje. U češkom jeziku hrvatski listopad nosi naziv říjen. Starije ime mjeseca rujna u nekim hrvatskim krajevima bilo je: malomešnjak (po blagdanu Male Gospe, 8. rujna), rujen, jesenščak. Kajkavski malomešnjak, ili september.
Latinsko je ime ovog mjeseca september, a dolazi od septem (sedmi mjesec), što je bilo njegovo mjesto u rimskom kalendaru.

## Vanjske poveznice

### Sestrinski projekti
|  | Zajednički poslužitelj ima stranicu o temi Prikazi mjeseca    |
|  | Zajednički poslužitelj ima još gradiva o temi Prikazi mjeseca |
|  | Wječnik ima rječničku natuknicu rujan                         |

### Wiki rječnik
- Imena u raznim jezicima: wiki rječnik (engl.)